# 뉴욕 시청사

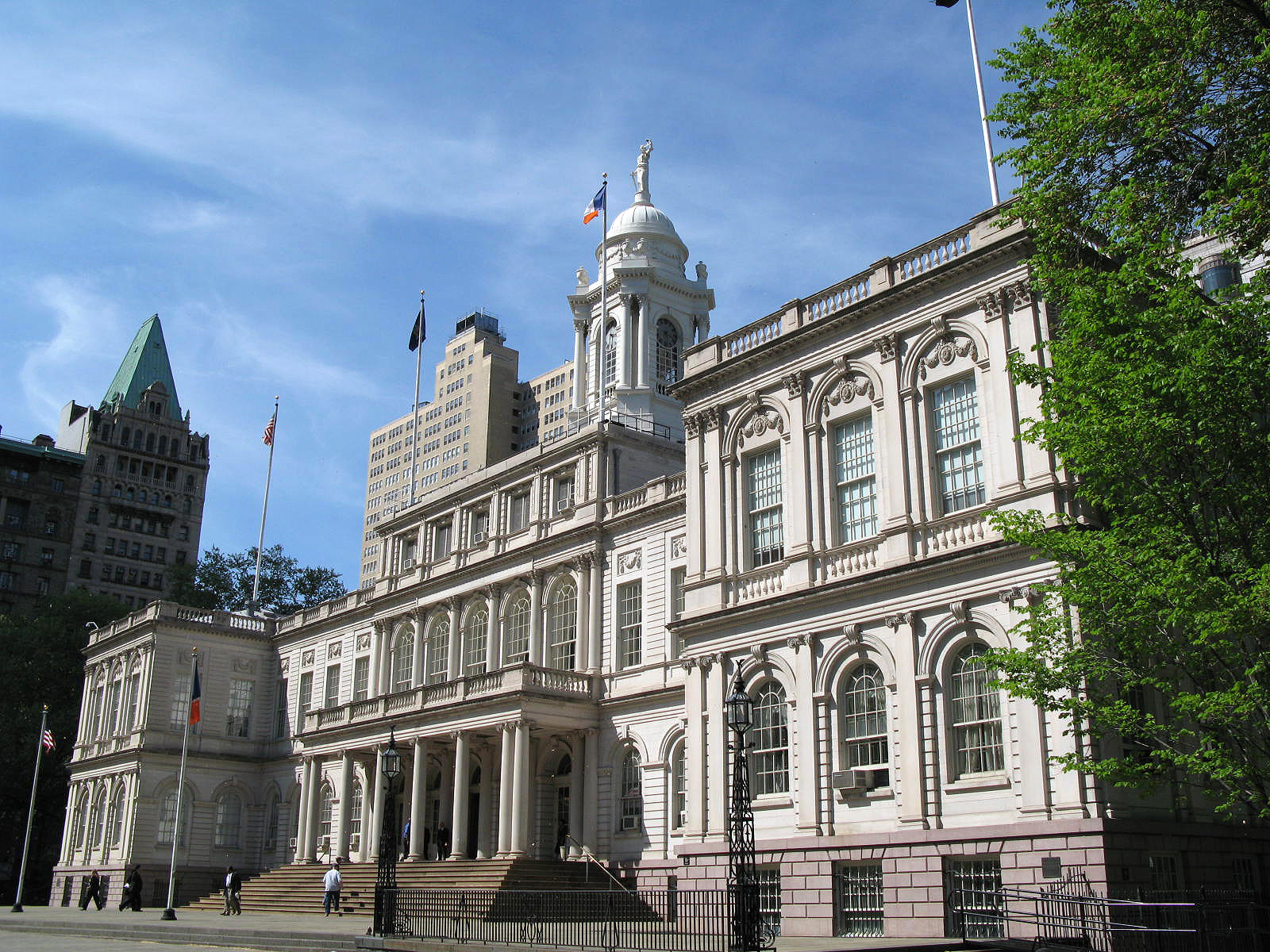
뉴욕 시청사

뉴욕 시청사(New York City Hall)는 뉴욕 로어 맨해튼 시빅센터 브로드웨이, 파크 로와 챔버스 스트리트 사이에 위치한 시티 홀 파크에 있는 시청 건물이다. 건물에는 뉴욕 시장의 집무실, 뉴욕 시의회 실 등이 아직 남아있어, 미국에서 가장 오래된 시청이다. 시청의 13기관은 시청 근처에 위치한 세계 최대의 정부 건물의 하나인 맨해튼 지자체 빌딩에 있다.